# 대구광역시교육연구정보원
대구광역시교육연구정보원(大邱廣域市敎育硏究情報院, Daegu Educational Research Information Institute)은 대구광역시의 교육의 이론과 실제를 연구하고, 체계적이고 종합적인 교육정보 지원체제를 구축하여 다양하고 질 높은 교육정보를 제공하고, 교원의 교육정보화 능력을 배양하기 위하여 대구광역시교육청 산하에 설치된 직속기관이다.
원장은 교육연구관으로 보한다.

## 연혁
- 1999년 12월 1일: 대구광역시교육과학연구원부설 교육정보센터 설치
- 2004년 3월 1일: 대구광역시교육정보원 설치
- 2012년 3월 1일: 대구광역시교육연구정보원으로 명칭 변경

## 조직
원장
- 교수학습지원부
- 교육정보평가부
- 교육정책연구부
- 총무부